# Antes de perderlo todo
Antes de perderlo todo (original: Avant que de tout perdre)es el nombre de un cortometraje dirigido por el cineasta francés Xavier Legrand en 2013. El cortometraje recibió una nominación como Mejor cortometraje en la entrega de los Premios Oscar, y resultó ganador del César al mejor cortometraje del año 2014.

## Sinopsis
Un niño finge ir a la escuela y se esconde bajo un pequeño puente. Un adolescente, entre lágrimas, espera en una parada de autobús. Una mujer los recoge y los lleva al estacionamiento de un supermercado. Bajan del coche y la mujer saca una bolsa de basura grande del maletero. Los tres entran corriendo a la tienda...

## Reparto
- Léa Drucker : Miriam.
- Anne Benoit : Gaelle.
- Denis Menochet : Antoine.
- Milgan Chatelain : Julien.
- Mathilde Auneveux : Josephine.
- Émilie Gavois-Kahn : Sylvie.

## Producción
La película fue producida por K. G. Productions, Groupe Canal+ y Centro Nacional del Cine y la Imagen Animada.
Fue presentada por primera vez al público el 23 de enero de 2013 en el Festival Premiers Plans D'Angers. Posteriormente fue seleccionada en numerosos festivales de todo el mundo: Festival Internacional de Cortometrajes de Clermont-Ferrand, Festival Internacional de Cine Independiente - Indie Lisboa, Festival de Cine Francés de Sacramento, Festival Internacional de Cine de Melbourne, Festival La Cabina, Festival de Cine de Alcalá de Henares o FILMETS Badalona Film Festival, entre otros muchos.

## Recepción
No hay demasiadas críticas profesionales. Una de las pocas que se pueden encontrar en Internet es la de Serena Donadoni en The Cinema Girl que afirma:«En un escenario prosaico, con gente común, (...) va construyendo un nivel de tensión exasperante que normalmente solo se encuentra en los thrillers».
En Rotten Tomatoes tiene una acptación por parte del público del 86%, con más de 50 reseñas. En IMDb, con más de 900 reseñas, obtiene un 7.7/10.

## Premios
* Fuente: Página de la película en IMDb. 
| Año  | Premio o festival                                           | Categoría                | Nominado       | Resultado |
| ---- | ----------------------------------------------------------- | ------------------------ | -------------- | --------- |
| 2013 | Festival de primeras películas de Angers                    | Premio del público       | Xavier Legrand | Ganador   |
| 2013 | Festival Internacional de cortometrajes de Clermont-Ferrand | Grand Prix               | Xavier Legrand | Ganador   |
| 2013 | Festival Internacional de cortometrajes de Clermont-Ferrand | Premio del público       | Xavier Legrand | Ganador   |
| 2013 | Festival Internacional de cortometrajes de Clermont-Ferrand | Premio del jurado joven  | Xavier Legrand | Ganador   |
| 2013 | Festival Internacional de cortometrajes de Clermont-Ferrand | Premio de la prensa      | Xavier Legrand | Ganador   |
| 2013 | Festival Internacional de Cine de Cork                      | Grand Prix Internacional | Xavier Legrand | Nominado  |
| 2013 | Festival Internacional de Cine de Leeds                     | Premio Louis le Prince   | Xavier Legrand | Ganador   |
| 2013 | Festival de cortometrajes de Grenoble                       | Mejor guion              | Xavier Legrand | Ganador   |
| 2013 | Festival La Cabina                                          | Mejor actriz             | Léa Drucker    | Ganadora  |
| 2014 | Sedicicorto - Festival Internacional                        | Premio de la prensa      | Xavier Legrand | Ganador   |
| 2014 | Premios César                                               | Mejor cortometraje       | Xavier Legrand | Ganador   |
| 2014 | Premios Óscar                                               | Mejor cortometraje       | Xavier Legrand | Nominado  |